# Jáchym Arnošt Anhaltský (1536–1586)
Jáchym Arnošt Anhaltský (Joachim Ernst von Anhalt, 21. října 1536, Dessau – 6. prosince 1586, tamtéž) byl princ askánský, vévoda Anhaltsko-zerbstský a od roku 1570 i vévoda spojeného Anhaltska. Titul vévody Anhaltska ale nebyl dědičný, proto celou zem rozdělil mezi své syny.
Přes své syny Jana Jiřího a Rudolfa je Jáchym Arnošt nejbližším společným předkem všech evropských panovnických rodin.

## Život

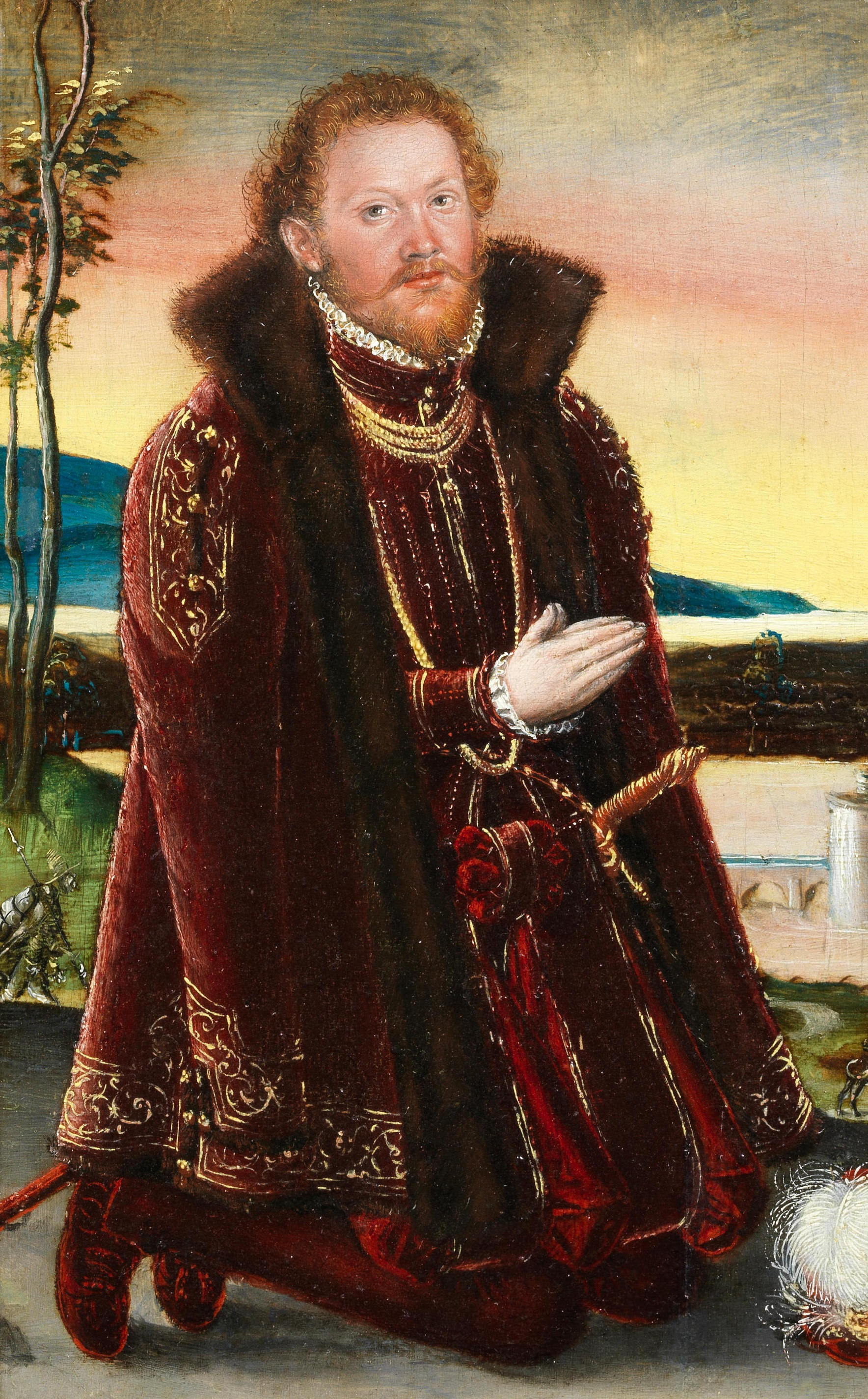
Obraz Jáchyma Arnošta v mládí

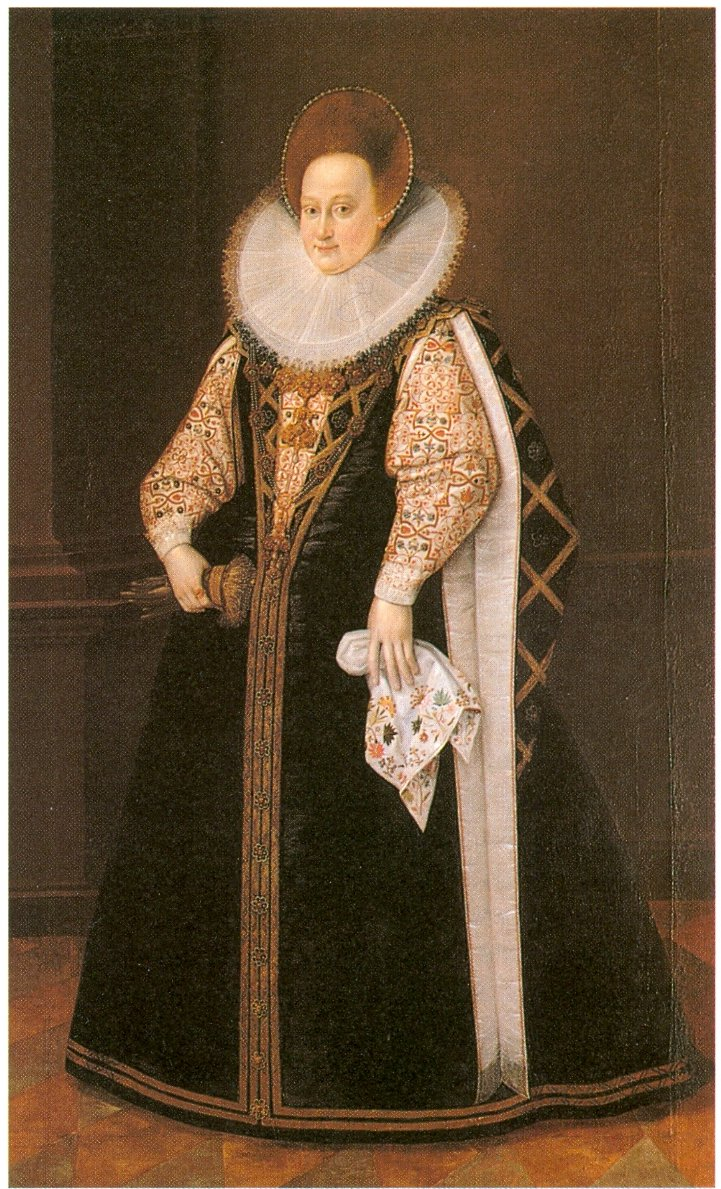
Jáchymova dcera Sibyla

Jáchym Arnošt se narodil v Dessau dne 21. října 1536 jako druhý syn Jana V. Anhaltsko-Zerbstského a jeho manželky Markéty Braniborské. Pod dohledem svého otce byl rozsáhle vzděláván a 1. února 1549, ve věku třinácti let, byl přijat a nastoupil na Wittenberskou univerzitu.

### Vláda
V roce 1550, po smrti otce Jana, zdědil Anhaltsko-Zerbstsko a vládl mu společně se svými dvěma bratry; starším Karlem a mladším Bernardem.
V roce 1553, po smrti Jáchymova strýce, Jiřího III., který zemřel bez mužských potomků, zdědili Anhaltsko-Plötzkausko bratři Karel a Bernard. Krátce nato, roku 1561, zemřel i Jáchym I., taktéž bez mužských potomků, a Anhaltsko-Desavsko tak zdědili Jáchym Arnošt a Bernard. O rok později pak abdikoval jejich bratranec Wolfgang a přenechal Anhaltsko-Köthensko oběma bratrům. Tak vzniklo spojené Anhaltsko.
V roce 1570 zemřel jeho poslední žijící bratr, Bernhard. Tím pádem se Jáchym Arnošt stal jediným vládcem Anhaltska, naposledy se tak stalo roku 1252 a než se to znovu stalo, uteklo přes 280 let. Jako hlavní město Anhaltska Jáchym zvolil rodné Dessau. Sám Jáchym Arnošt byl typický renesanční monarcha, založil střední školu Franciscea, finančně podporoval umění i kulturu... Své syny nechával s lektory procestovávat celou Evropu. Roku 1572 vytvořil anhaltský právní řád (německy: Landesverordnung Anhalts). Byl zastáncem hugenotů i všech protestantů.
Jáchym Arnošt zemřel v rodném Dessau dne 6. prosince 1586 a vzhledem k tomu, že Anhaltsko se neřídilo právem prvorozenství, Jáchym rozdělil Anhaltsko mezi své syny. Znovu se podařilo Anhaltsko spojit až o více než 280 let později, tento téměř husarský kousek se podařil Leopoldu IV., synovi Leopolda III. Anhaltsko-Desavského.

### Sňatky
Dne 3. března 1560 v Barby se Jáchym Arnošt oženil s Anežkou (1540-1569), dcerou Wolfganga I. z Barby-Mühlingen. Měli spolu šest dětí. V roce 1569 ale Anežka zemřela. Jáchym již sice měl dva možné mužské dědice, avšak 9. ledna 1571 se ve Stuttgartu znovu oženil, tentokrát s Eleonorou Württemberskou (1552-1618). Spolu měli deset dětí.

## Potomci
S Anežkou:
- Anna Marie (13. června 1561 – 14. listopadu 1605), ⚭ 1577 Jáchym Fridrich Břežský (29. září 1550 – 25. března 1602), lehnický, břežský a volovský kníže
- Anežka (16. září 1562 – 4. června 1564)
- Alžběta (25. září 1563 – 5. října 1607), ⚭ 1577 Jan Jiří Braniborský (11. září 1525 – 8. ledna 1598), kurfiřt a markrabě braniborský
- Sibyla (28. září 1564 – 26. října 1614), ⚭ 1581 Fridrich I. Württemberský (19. srpna 1557 – 29. ledna 1608), vévoda württemberský
- Jan Jiří (9. května 1567 – 24. května 1618), kníže Anhaltsko-desavský,
⚭ 1588 Dorota z Mansfeldu-Arnsteinu (23. března 1561 – 23. února 1594)
⚭ 1595 Dorota Falcko-Simmernská (6. ledna 1581 – 18. září 1631)
- Kristián (11. května 1568 – 17. dubna 1630), kníže anhaltský, ⚭ 1595 Anna Bentheimsko-Tecklenburská (4. ledna 1579 – 9. prosince 1624)

S Eleonorou:
- Bernhard (25. září 1571 – 24. listopadu 1596), svobodný a bezdětný
- Anežka Hedvika (12. března 1573 – 3. listopadu 1616),
⚭ 1586 August Saský (31. července 1526 – 11. února 1586), saský kurfiřt
⚭ 1588 Jan II. Šlesvicko-Holštýnsko-Sonderburský (25. března 1545 – 9. října 1622), vévoda šlesvicko-holštýnsko-sonderburský
- Dorota Marie (2. července 1574 – 18. července 1617), ⚭ 1593 Jan II. Sasko-Výmarský (22. května 1570 – 18. července 1605), vévoda sasko-výmarský a z Jeny
- August (14. července 1575 – 22. srpna 1653), ⚭ 1618 Sibyla ze Solms-Laubachu (19. října 1590 – 23. března 1659)
- Rudolf (28. října 1576 – 30. července 1621),
⚭ 1605 Dorota Hedvika Brunšvicko-Wolfenbüttelská (3. února 1587 – 16. října 1609)
⚭ 1612 Magdalena Oldenburská (6. října 1585 – 14. dubna 1657)
- Jan Arnošt (1. května 1578 – 22. prosince 1601), svobodný a bezdětný
- Ludvík (17. června 1579 – 7. ledna 1650),
⚭ 1606 Amöena Amálie z Bentheim-Steinfurt-Tecklenburg-Limburku (19. března 1586 – 8. září 1625)
⚭ 1626 Žofie z Lippe (16. srpna 1599 – 19. března 1654)
- Sabina (7. listopadu 1580 – 28. března 1599), svobodná a bezdětná
- Jáchym Kryštof (7. července 1582 – 16. července 1583)
- Anna Žofie (15. června 1584 – 9. června 1652), ⚭ 1613 Karel Günther Schwarzbursko-Rudolstadtský (6. listopadu 1576 – 24. září 1630)